# Jimmy McKinney
Jimmy Earl McKinney (Saint Louis, 2 agosto 1983) è un ex cestista e attore statunitense.

## Filmografia
- Streetballers (Don't Tell Her It's Me), regia di Matthew Scott Krentz (2009)